# ساحة إليفثيريا
ساحة إليفثيريا (بالإنجليزية: Eleftheria square)‏ هي الساحة الرئيسية في وسط نيقوسيا بقبرص. تُشكل نقطة تقاطع بين شارعي ليدرا وأوناساجورو. وقد أُعلن عن مسابقة لتطوير ساحة إليفثيريا عام 2005، حيث فازت بها زها حديد، والذي بدوره لاقى بعض الانتقادات. في فبراير 2012، تم إغلاق الساحة أمام العامة لبدء في المرحلة الأولى لبناء الميدان الجديد.